# In plurimis
In plurimis, en español, Entre las numerosas, es la vigésimo quinta encíclica de León XIII, publicada el 5 de mayo de 1888, dirigida a los obispos del Brasil, promoviendo la abolición absoluta de la esclavitud.
El Papa León XIII, siempre preocupado por la cuestión social, enfatiza la libertad predicada por el cristianismo; y entre las prácticas modernas de esclavitud, recuerda el tráfico de negros, que prevaleció principalmente en detrimento de los etíopes en los países de mayoría musulmana en el noreste de África.

## Contexto histórico
El siglo XIX contempló la sucesiva abolición de la esclavitud en los países americanos. En Hispanoamérica unido al proceso de independencia, así en México en 1823 y ese mismo año, también en Chile, en Colombia en 1851, en Perú en 1854.
La abolición en Brasil no llegó hasta 1888, en que indudablemente influyó la amplitud de la esclavitud que los terratenientes consideraban necesaria para sus haciendas, pero también el modo en que se produjo la independencia de Brasil en 1825 de mano del príncipe Pedro en 1825. La primera medida legal brasileña dirigida hacia la abolición de la esclavitud fue la conocida como Lei do Ventre Livre, del 28 de septiembre de 1871, por la que se liberó a todos los hijos de esclavos nacidos en Brasil.
La esclavitud en Brasil fue abolida definitivamente el 13 de mayo de 1888 por la llamada Ley Áurea, en la que tuvo un papel decisivo la postura de la princesa Isabel de Brasil, que fue al encargada de sancionar la ley, como regente en ausencia de su padre el emperador Pedro II.
Pero si estos hechos aparecen en la encíclica como su causa, en realidad solo son la ocasión que se aprovecha para insistir desde la Santa Sede, y a través de un documento de amplia difusión, en la necesidad de acabar con la esclavitud y el tráfico de esclavos. De hecho la encíclica reproduce por entero páginas de varios memorándum sobre esta materia que el cardenal Lavigerie había entregado al papa.
Este fue un importante documento social de la Iglesia que, a partir de León XIII, aumentó cada vez más su preocupación por la cuestión social. Esta preocupación daría inicio a la Doctrina Social de la Iglesia.

## Contenido
El papa toma ocasión de una felicitación recibida de Brasil con motivo del cincuenta aniversario de su sacerdocio para manifestar su deseo de la abolición de la esclavitud:

In plurimis maximisque pietatis significationibus, quas universae fere gentes, ad gratulandum Nobis annum quinquagesimum sacerdotii feliciter plenum, exhibuerunt quoti dieque exhibent, una quaedam singulariter movit, Brasilia profecta, quod nimirum, ob eius eventus faustitatem, libero sint iure donati non pauci ex iis, qui per latissimus istius imperii fines sub iugo ingemunt servitutis.
Entre las numerosas y grandes muestras de cariño que, de casi todas las naciones nos han llegado y llegan todos los días- para felicitarnos por el felizmente cumplido cincuentenario de sacerdocio, nos conmueve una en particular, venida de Brasil: en homenaje a este gozoso acontecimiento: muchos de los que gimen bajo el yugo de la esclavitud en los vastos territorios de este imperio han sido puestos en libertad.

Estas acciones son especialmente apreciadas pues son expresión de la voluntad del pueblo brasileño, apoyado además por su emperador. El papa expone enseguida que esa actitud responde a la libertad que Cristo ganó para todos los hombres, y por eso corresponde a su deber apostólico favorecer y promover todas las iniciativas que conduzcan a suprimir suprimir la lacra de la esclavitud.
Esta miserable situación aparece en la historia como un fruto más del pecado original, y así se desarrolló incluso en los pueblos que sobresalieron en cultura como entre los griegos y los romanos, de modo que se afirmaba que: 

“Los esclavos están sujetos al poder de los amos y este poder es materia del derecho de gentes; en efecto podemos ver que, entre todos los pueblos, el derecho de vida y muerte sobre los esclavos pertenece por igual a los amos, y que todo lo que hace el esclavo pertenece al amo.
Justiniano, Inst. 1. I. tit. 8. N.1, citado en la encíclica

En contraste con esa concepción, el evangelio difundió la verdad de la dignidad de todo hombre, y así escribió San Pablo, 

Todos sois hijos de Dios por la fe en Cristo Jesús; de hecho, todos los que habéis sido bautizados en Cristo, de Cristo estáis revestidos. Ya no hay judío ni griego; ya no hay esclavo ni libre; ya no hay varón ni mujer; porque todos vosotros sois uno en Cristo Jesús
Gal 3, 26-28, citado en la encíclica.

instando a los cristianos, siervos o amos, a vivir en sus relaciones mutuas las virtudes cristianas, es significativo en este sentido, la petición que hace Pablo a Filemón, que acoja fraternalmene a le envío a Onésimo, el esclavo que había huido de su amo. La encíclica recoge las enseñanzas de los santos padres sobre el modo de actuar ante la institución de la esclavitud; así cita a San Juan Crisóstomo, San Ambrosio, San Clemente, San Gregorio Magno, entre otros. Estas enseñanzas tuvieron también su reflejo en la legislación, aunque fuese solo suavizando el rigor de la esclavitud.

A fines del siglo XV, cuando la plaga fatal de la esclavitud casi había desaparecido entre los pueblos cristianos y los Estados trataban de fortalecerse en la libertad evangélica y de extender su dominio, esta Sede Apostólica, con asidua vigilancia, trató de impedir que aquellos semillas maléficas. Así que dirigió su atenta atención a territorios recién descubiertos en África, Asia, América.

En ese sentido actuaron Pio II, León X, Gregorio XVI y Pablo III declaró formalmente que todos los indios "pueden usar, poseer y gozar libre y lícitamente de su libertad y del dominio de sus propiedades, que no deben ser reducidos a servidumbre y que todo lo que se hubiese hecho de otro modo es nulo y sin valor". El papa cita en la encíclica también la solicitud con que los sumos pontífices -entre ellos, Urbano VIII, Benedicto XIV, Pío VII han defendido la libertad de los indígenas y han condenado el tráfico de esclavos, 
El papa hace notar cómo, en los tiempos en que escribe, también se mantiene la esclavitud y se realiza un abominable tráfico de esclavos, se refiere en concreto al tráfico que se realiza en África Central, desde donde se traslada y da salida por Egipto, Zanzíbar y Sudán. Esta situación le mueve a exhortar una vez más a los misioneros que están en contacto con esta situación, invitándoles  

a considerar -como en un espejo de virtud apostólica- la vida y obra de Pedro Claver, a quien concedimos un reciente grado de gloria. Que miren a aquel que, con suma constancia en su obra, durante cuarenta años sin interrupción se dedicó enteramente a las miserables hordas de esclavos negros y verdaderamente mereció el título de Apóstol de aquellos a quienes se consagró, profesando ser su servidor perpetuo.

Concluye la encíclica mostrando su alegría por las decisiones tomadas públicamente en Brasil acerca de la esclavitud.

Ya que se ha dispuesto y decretado por la ley que los que todavía están en la condición de esclavos deben ser admitidos en el orden y derechos de los ciudadanos libres, este hecho Nos parece en sí mismo bueno, auspicioso y saludable, y también confirma y alienta la esperanza de un futuro feliz progreso civil y religioso.

En este sentido exhorta a los obispos brasileños para que, mientras se aplican las prescripciones de esas leyes, se esfuercen para que amos y esclavos respondan a esas prescripciones sin apartarse de la clemencia.